# Birthana acribes
Birthana acribes är en fjärilsart som beskrevs av John Hartley Durrant 1916. Birthana acribes ingår i släktet Birthana och familjen Immidae. Inga underarter finns listade i Catalogue of Life.